# 魏文瀛
魏文瀛（？—？），浙江云和人，清朝政治人物。
魏文瀛曾于1832年接替温纶湛任上海县知县一职，1832年由温纶湛接任，1836年接替張慶瑗任華亭縣知县一职，同年由楊本初接任。